# Clytra laeviuscula
Clytra laeviuscula је врста тврдокрилца из породице буба листара (Chrysomelidae).

## Опис
Clytra laeviuscula је дуга између 7,5 и 11,5 mm. Тело јој је дугуљасто, а на блиставим црвеним или оранж покрилцима налазе се 4 црне мрље, 2 крупније код средине покрилца и две мање на раменима. Глава, проторакс и ноге су црни, као и прилично кратке антене. Од бубамара (породица Coccinellidae) се разликује по издуженом телу и по тарзусима који су сачињени од пет сегмената (три код бубамара). Слична врста је Clytra quadripunctata.

## Распрострањење
Живи у скоро целој Европи (сем крајњег севера континента), као и на Блиском Истоку. Има је у целој Србији и среће се прилично често.

## Биологија
Ова буба настањује влажне шуме, осунчане рубове шума, суве косине и пашњаке, али и плавне равнице и паркове. Имага се срећу често од краја априла до почетка августа. Хране се лишћем, цвећем и поленом листопадног дрвећа. Ларве живе у мравињацима хренећи се отпацима које мрави остављају. То је један вид мирмекофилије.